# Netřebice (Boemia meridionale)
Netřebice è un comune della Repubblica Ceca facente parte del distretto di Český Krumlov, in Boemia Meridionale.